# Cingles de Bertí
Els Cingles de Bertí són un conjunt de cingleres i relleus que formen part de la Serralada Prelitoral i que separen l'altiplà del Moianès de la depressió del Vallès. Reben el nom de la parròquia de Sant Pere de Bertí situada a la part central.

## Orografia
S'orienten d'est a oest fent de divisòria natural dels termes municipals de Sant Quirze Safaja (Moianès) i de Bigues i Riells del Fai (Vallès Oriental), fins que arriben al nord-oest de Puiggraciós, on torcen en angle recte cap al nord. En aquest altre tram discorren íntegrament en el terme municipal de Sant Quirze Safaja, i van a morir, a l'extrem nord, en el terme de Sant Martí de Centelles (Osona).
Arrencant de Sant Miquel del Fai, segueixen un bon tros de la Vall de Sant Miquel cap al sud, fins que al nord-est de la Madella trenquen en angle recte cap a llevant. S'estenen en direcció est, formant una vall molt tancada entre el Turó de l'Ullar i el Turó de les Onze Hores, on hi ha el Sot de l'Ullar i Vallderrós, fins al nord-oest del Santuari de Puiggraciós, des d'on enfilen cap al nord conformant la vora occidental de la vall del Congost, en paral·lel al massís del Montseny, que se situa al costat oriental del riu. En arribar al límit dels termes municipals de Sant Martí de Centelles i de Centelles, de la comarca d'Osona, en el torrent de l'Oller, acaben el seu recorregut, però tenen continuïtat cap al nord en els Cingles del Cerdà. En aquest lloc constitueixen el límit oriental de la Vall de Sant Miquel, on les Costes de Sant Miquel enllacen la cinglera amb el fons de la vall. A migdia de les Costes de Sant Miquel, a prop de la masia de la Madella hi ha les surgències naturals de les Fontetes.
L'extrem occidental dels Cingles de Bertí és el moment que troba el Tenes, on es produeixen diversos espectaculars salts d'aigua, com el Salt d'aigua del Tenes i el del Rossinyol, amb formacions de travertí. És el lloc on hi ha el monestir de Sant Miquel del Fai, possiblement el lloc més emblemàtic de la zona. Tot i que de fet ja no s'anomenen Cingles de Bertí, aquesta cinglera té continuïtat al Cingle del Fitó i als Cingles del Perer, i encara continuen cap a ponent, anant a enllaçar amb els Cingles de Gallifa.
Per damunt dels Cingles de Bertí hi ha les restes de l'antic poble de Bertí, amb l'església parroquial romànica de Sant Pere de Bertí, i un bon nombre de masies, la major part deshabitades i abandonades o, senzillament, en ruïnes: Bernils, Can Borra, Can Canel·la, Can Carrau, la Casanova, la Caseta, el Clascar, Ca l'Escolà, Ca l'Esmolet, la Feu, Cal Magre, Cal Mestret, Can Niolda, l'Onyó, Puigciró, Cal Quitzo, Cal Regàs, Can Rellamat, Can Rombella, Cal Rosso, Can Saloma, la Serra, el Soler de Bertí, el Sot del Grau, el Traver, l'Ullar i Can Volant. També s'hi troba tot un conjunt de serres i serrats, muntanyes i valls de sots i torrents, la major part dels quals davallen cap a ponent. També s'hi troben tot de camins que enllaçaven aquestes masies, com el Camí del Mas Bosc, el de les Roquetes, el de Sant Pere de Bertí, el del Soler de Bertí, el del Sot del Grau, el del Traver i el de l'Ullar. El desús d'aquests camins els ha convertits sobretot en rutes d'excursionisme, que passen per tot d'indrets emblemàtics per les esplèndides vistes que ofereixen: la Miranda dels Frares, la Punta del Cèntim, la Plaça de les Bruixes, la Plaça dels Cèntims, el Mirador del Sot del Grau, principalment.
Als seus peus, hi abunden els gorgs, les gorges i les balmes, com les Coves de Sant Miquel. Alguns salts d'aigua i rierols formen valls força tancades, com la ja esmentada Vall de Sant Miquel, i són especialment interessants pel seu paisatge i l'abundant vegetació, com el Sot del Bac i els Sots Feréstecs, font d'inspiració de la novel·la modernista homònima de Raimon Casellas.

## Vegetació i fauna

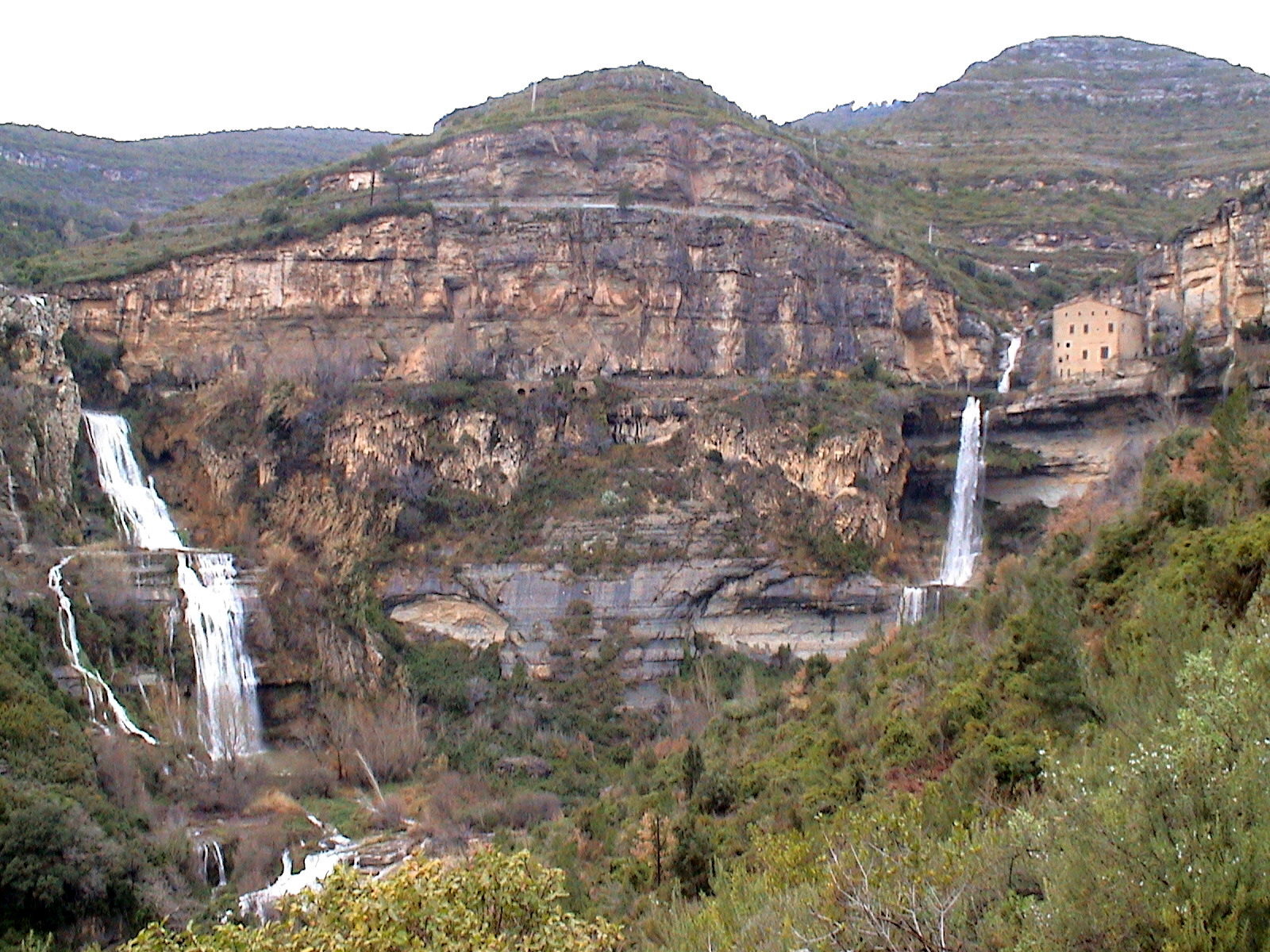
Sant Miquel del Fai i els salts d'aigua del Tenes i del Rossinyol, a l'extrem de ponent dels Cingles de Bertí

La vegetació està formada per alzinars, pinedes de pi blanc, de pi roig, i algunes de pinassa. La processionària del pi (Thaumetopoea pityocampa) és una espècie d'eruga la qual s'alimenta de les fulles del pi. Aquest insecte, tot i que no representa un perill greu, pot deixar els arbres parcialment exfoliats, debilitant-los considerablement.

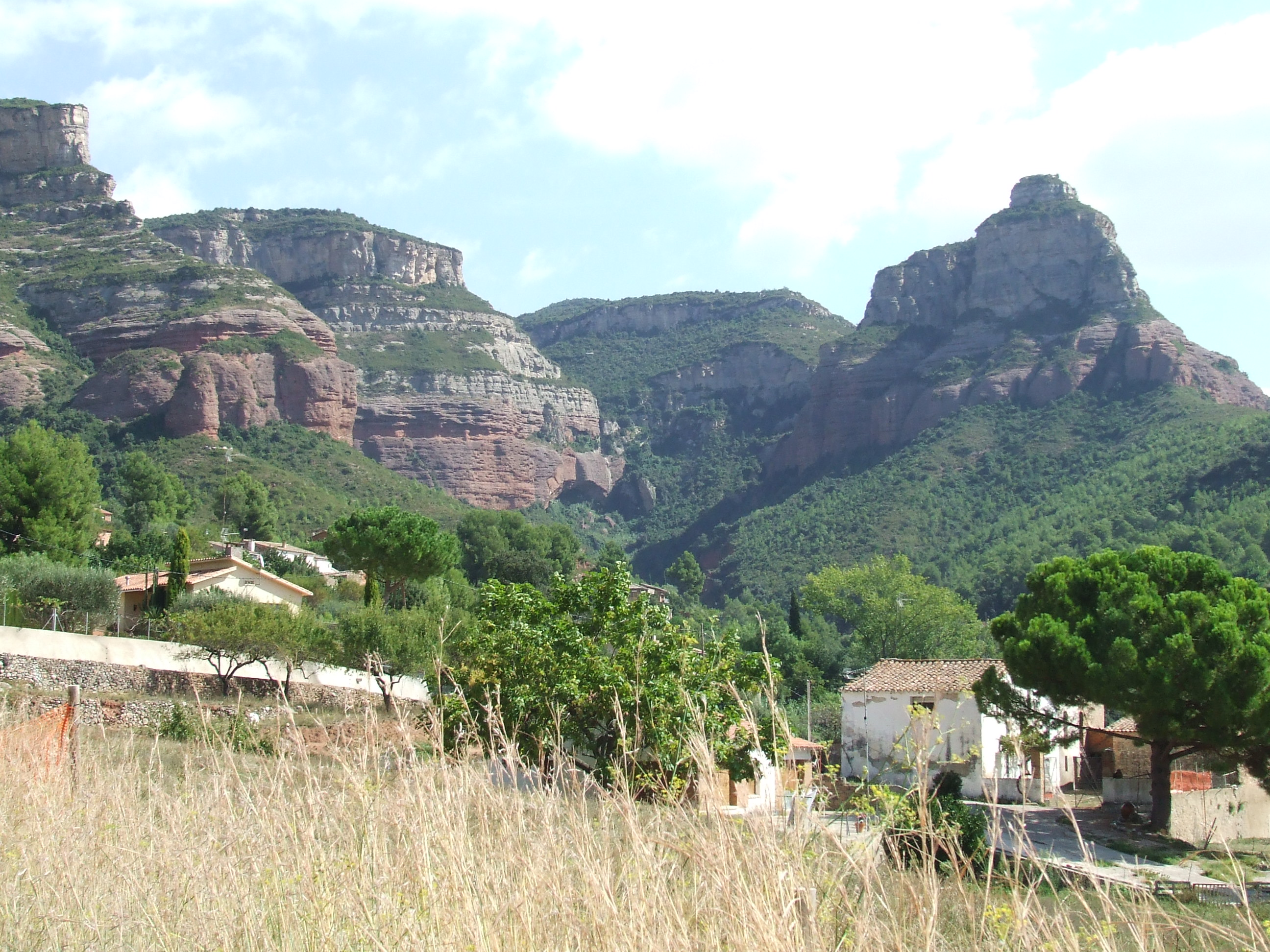
Els cingles de Bertí, el Turó de les Onze Hores i la vall del torrent de Llòbrega

També hi ha garrigues, brolles de romaní, farigola, cirerer d'arboç i brucs d'hivern. Quant als animals, destaca, sobretot, el senglar (la població d'aquest ha crescut molt en els últims anys), i alguns ocells d'importància notable com l'àliga cuabarrada, el falcó pelegrí, el duc i d'altres espècies protegides. També hi ha força presència de falcies (fan el niu als marges) i ballesters.

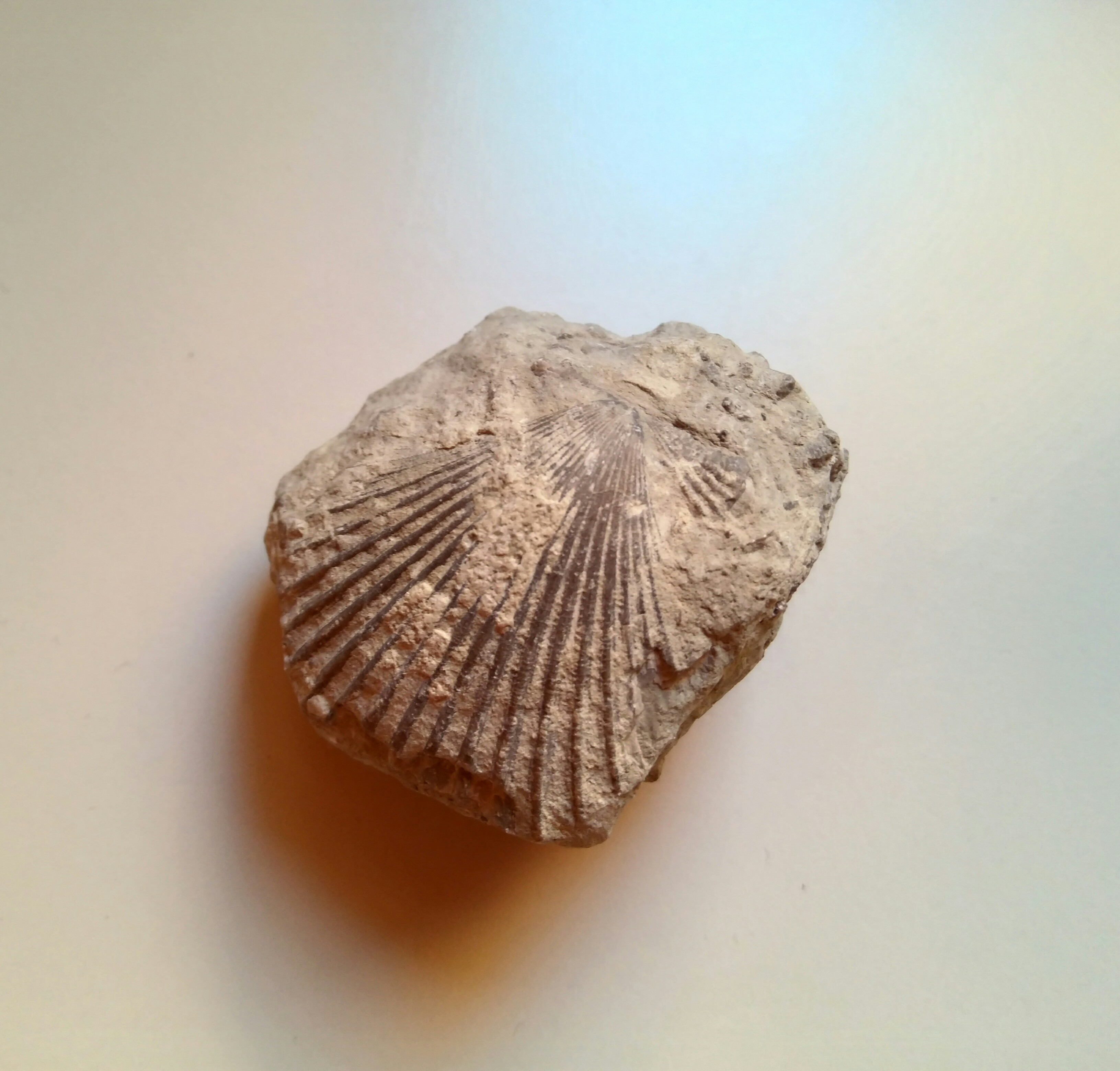
Bivalve

## Geologia

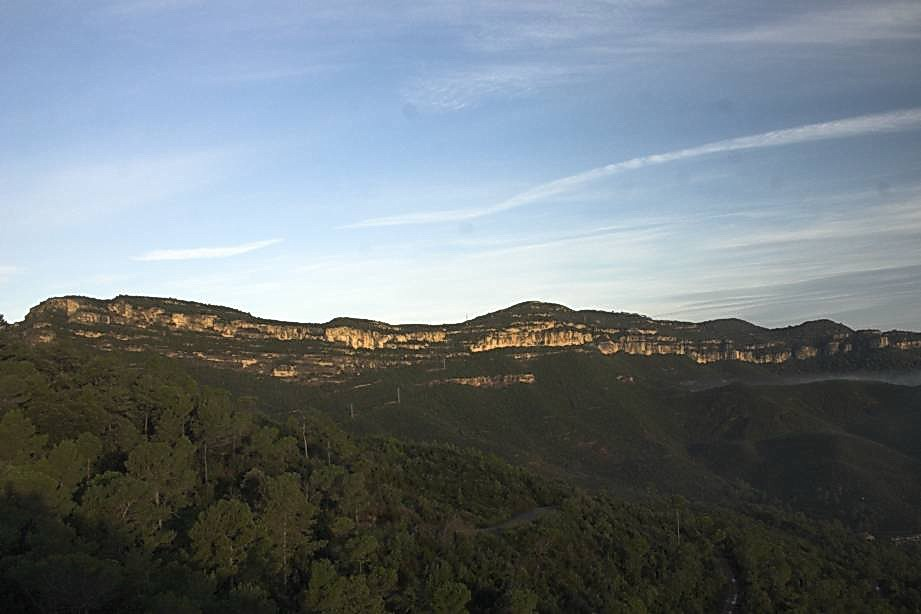
Els cingles de Bertí vistos des de Puiggraciós

Els cingles de Bertí estan formats per materials calcaris, les capes dels quals presenten unes cornises pintoresques de centenars de metres de desnivell. Els materials triàsics i eocens corresponen a antics fons marins i s'hi poden trobar fòssils entre els sediments. Els sediments marins d'aquella època van ser enlairats durant el plegament alpí i n'han quedat restes del període Triàsic. Són terres vermelloses, com les de la Vall Roja. Segueix la seqüència típica Muschelkalk/Buntsandstein.

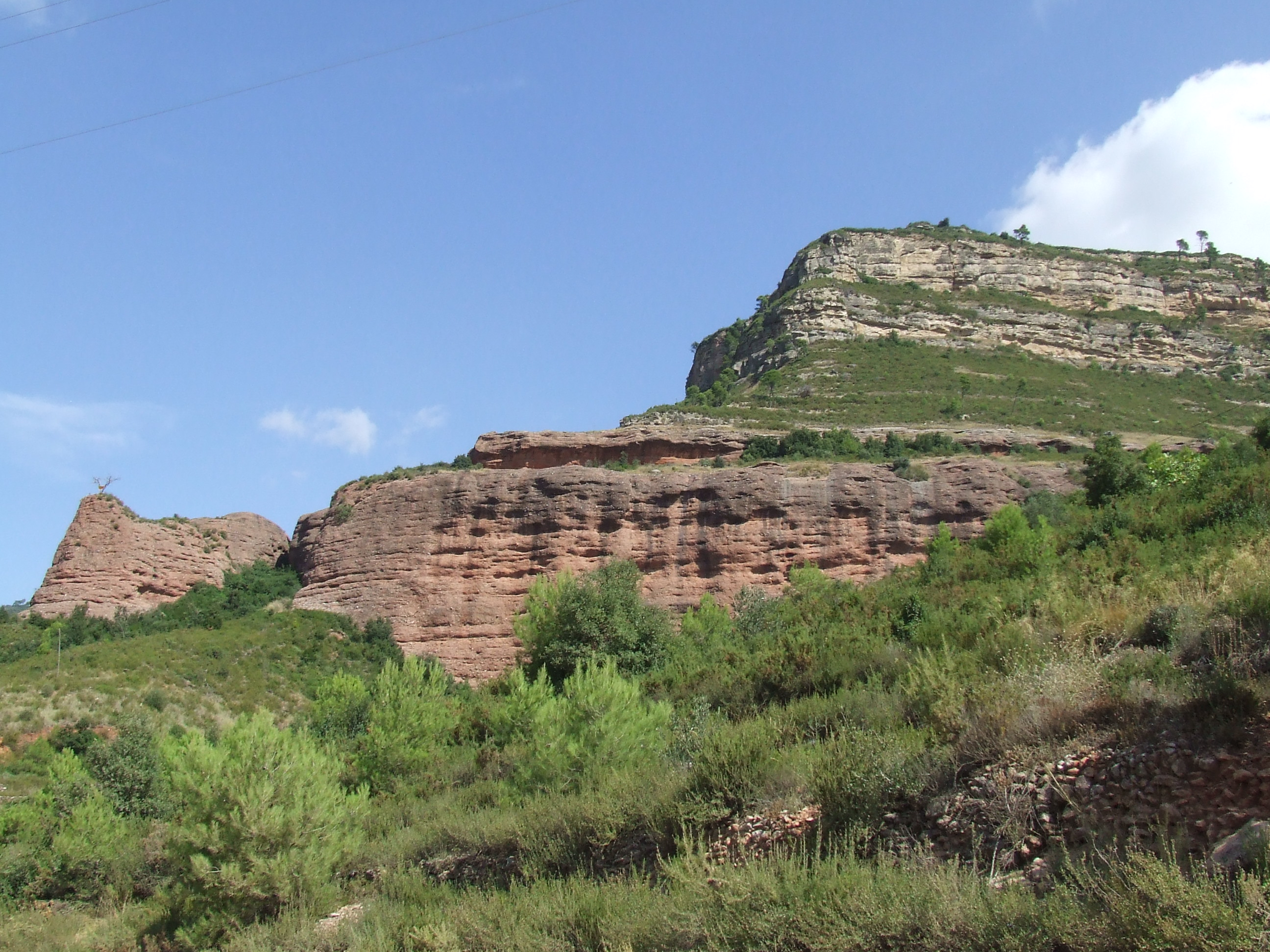
Sector occidental dels Cingles, a la Madella, de Riells del Fai

## Protecció
El cingles del Bertí estan protegits parcialment. La Generalitat, el juny de 2002, aprovà la creació dels Cingles de Bertí com a Pla d'Espais d'Interès Natural (PEIN).
Aquest espai protegit, una mica més extens que els Cingles de Bertí pròpiament dits, inclou els termes municipals de Sant Feliu de Codines, Bigues i Riells del Fai i Sant Quirze Safaja.

## Llocs destacats
- Sant Miquel del Fai, és un monestir en un relleix de la cinglera, amb l'església dins una balma en el punt on el Rossinyol salta des de la part alta dels cingles fins a la zona de Riells del Fai, al Vallès Oriental.
- Sant Pere de Bertí, antiga església parroquial, romànica, de l'antic poble de masies disperses de Bertí, actualment despoblat.
- Santuari de Puiggraciós i el cim del Puiggraciós, si bé una mica apartats al sud-est, són un punt de referència de la zona, amb unes vistes immillorables dels cingles.
- Els graus, són camins d'ascens aprofitant les zones més franquejables de la paret de la muntanya. Els més coneguts són el Grau Mercader[3] (utilitzat antigament per baixar al mercat de Granollers des de les masies de la part alta), el Grau de la Trona, el Grau de Montmany i el Grau de Sant Pau.
- El Clascar. Antiga domus fortificada del segle x, posteriorment convertida en masia i transformada a principis del segle xx en una mena de castell neogòtic. Actualment és en ruïnes.
- El Turó de les Onze Hores o Castell d'en Bes, cim de 667 metres d'altitud, amb una silueta molt característica i fàcilment identificable des del poble de Riells del Fai.
- La Trona, penya rocosa que sobresurt de la cinglera des de la qual es domina bona part de la Vall del Congost.

## Altres topònims
Costes del Traver són les costes meridionals del sector oriental dels Cingles de Bertí. La part superior de les costes trepitja el terme municipal de Sant Quirze Safaja, del Moianès. Són la part baixa de la cinglera, al nord-est del Turó Roig, a la dreta del torrent del Pollancre i a ponent de Can Berga Vell i de Can Carbassot. Són al sud-est de la Solella del Traver i a migdia de les Balmes del Traver. Es tracta d'un topònim romànic modern, a causa de la pertinença d'aquestes terres a la propera masia del Traver, masia del poble, ara abandonat, de Bertí, en el terme municipal de Sant Quirze Safaja.
Costes de la Pineda són les costes dels Cingles del Perer. La part superior de les costes trepitja el terme municipal de Sant Feliu de Codines. Són la part baixa de la cinglera, al costat de ponent del sector nord de la Vall de Sant Miquel, a l'oest de la Font de la Pineda i al nord-oest de la Pineda, heretat a la qual pertanyen.
Costes d'en Quintanes són les costes meridionals dels Cingles de Bertí. La part superior de les costes trepitja el terme municipal de Sant Quirze Safaja, del Moianès. Són la part baixa de la cinglera, en el Turó de les Onze Hores, al nord del veïnat de masies de Can Quintanes i del Bosc de Can Quintanes. Són a la dreta del torrent del Joncar, a llevant de la Serra de Can Tabola i a ponent del Turó Roig.
Costes d'en Batlles són les costes dels Cingles de Bertí, la part baixa de la cinglera, al costat meridional dels Cingles de Bertí, justament al nord del poble de Riells del Fai i al nord-oest de la Vall Blanca i de Vallderrós. Reben aquest nom per fet que pertanyien a la masia de Can Batlles. Antigament eren totes conreades en estretes feixes que contenien alguns rengles de ceps. La fil·loxera va arruïnar aquestes vinyes i actualment romanen abandonades, si bé són apreciables des de lluny les feixes separades per marges de pedres. Repoblades naturalment de pins a causa de l'abandonament de les vinyes, el 1994 sofriren el devastador incendi que desolà els Cingles de Bertí.
- -     -       -         - =215

- Vista dels cingles des del grau Mercader cap a l'oest. Al fons, Sant Feliu de Codines, Sant Sadurní de Gallifa (dins dels cingles de Gallifa i la Mola de Sant Llorenç del Munt
- El grau Mercader. Camí d'accés des de l'Ametlla a Sant Pere de Bertí
- El Clascar
- El Grony de l'Oller (Sant Martí de Centelles)